# Hirokazu Otsubo
Hirokazu Otsubo (大坪 博和 Otsubo Hirokazu?), född 7 december 1979 i Fukuoka prefektur, är en japansk före detta fotbollsspelare.
Otsubo började sin karriär 2002 i Otsuka Pharmaceutical. 2005 flyttade han till Sagawa Express Osaka. Efter Sagawa Express Osaka spelade han för Ehime FC och Sagawa Printing. Han avslutade karriären 2010.